# Hugo Erfurth

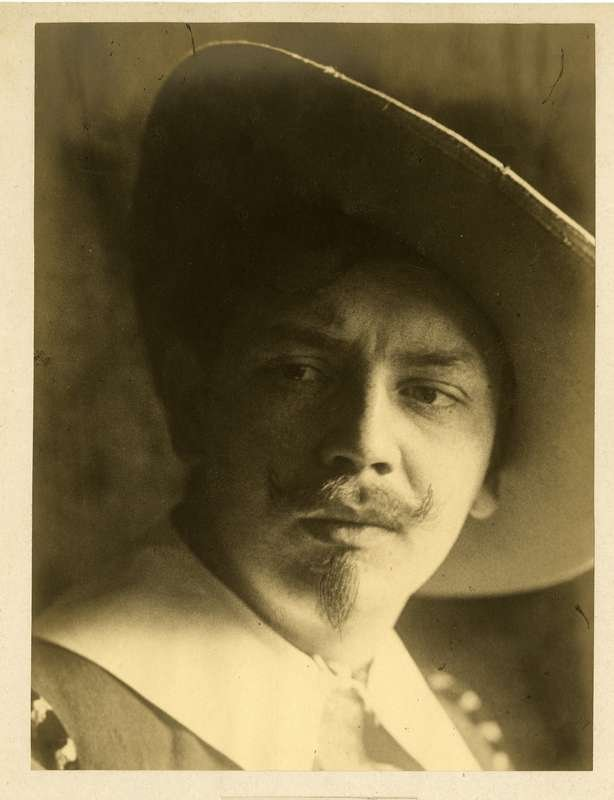
Hugo Erfurth, Selbstporträt als Musketier, 1898

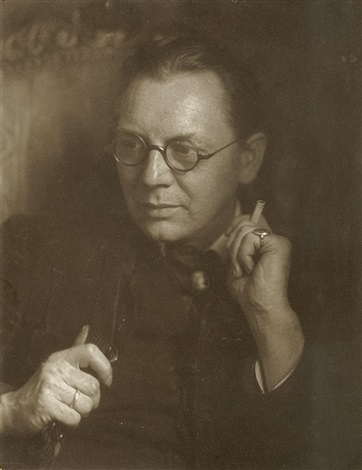
Selbstporträt um 1915

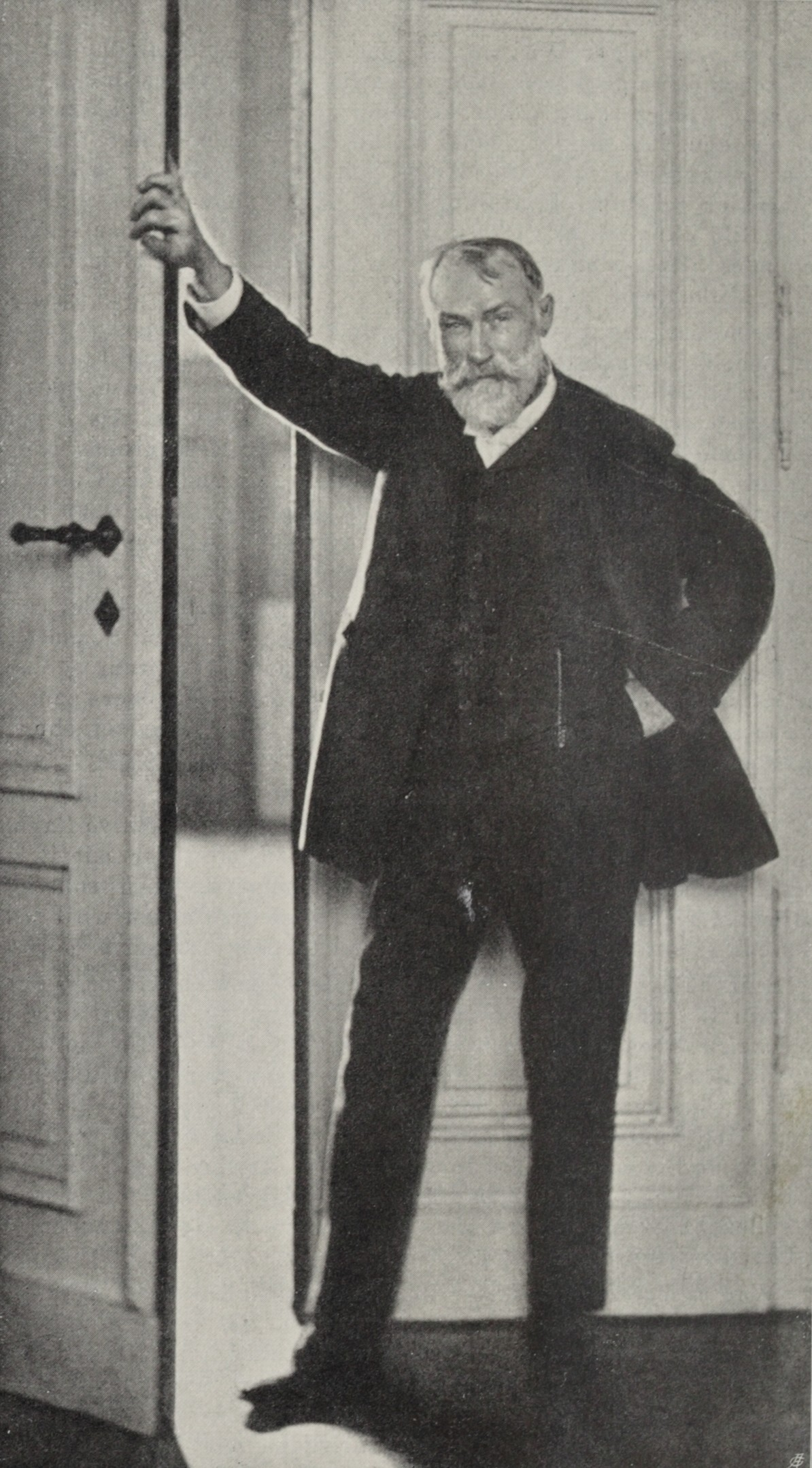
Der Maler Gotthardt Kuehl, 1908

Wilhelm Berthold Hugo Erfurth (* 14. Oktober 1874 in Halle an der Saale; † 14. Februar 1948 in Gaienhofen) war ein deutscher Fotograf. Er gilt als einer der bedeutendsten Porträtfotografen seiner Zeit.

## Leben
Hugo Erfurth besuchte das Ober-Gymnasium und die Handelsschule. Bevor er 1895 in Dresden eine einjährige Lehre im Atelier von Wilhelm Höffert begann, hatte er sich bereits drei Jahre mit der Fotografie beschäftigt. Nach der Lehre übernahm er 1896 im Alter von 22 Jahren das Atelier J. S. Schröder in der Dresdner Johannstadt. Er erwarb 1906 das in der Pirnaischen Vorstadt gelegene Palais Lüttichau, wo er die Lichtbildnerei Erfurth einrichtete. Bis zum Ersten Weltkrieg unterrichtete er zudem in Leipzig unter Professor Walter Tiemann eine Klasse für Fotografie an der Königlichen Akademie für graphische Künste und Buchgewerbe. Im Jahr 1934 übersiedelte er nach Köln und eröffnete dort ein Atelier, das 1942 bei der Bombardierung Kölns zerstört wurde. Er ließ sich nach dem Krieg in Gaienhofen am Bodensee nieder und verstarb dort 1948 im Alter von 73 Jahren.

## Werk

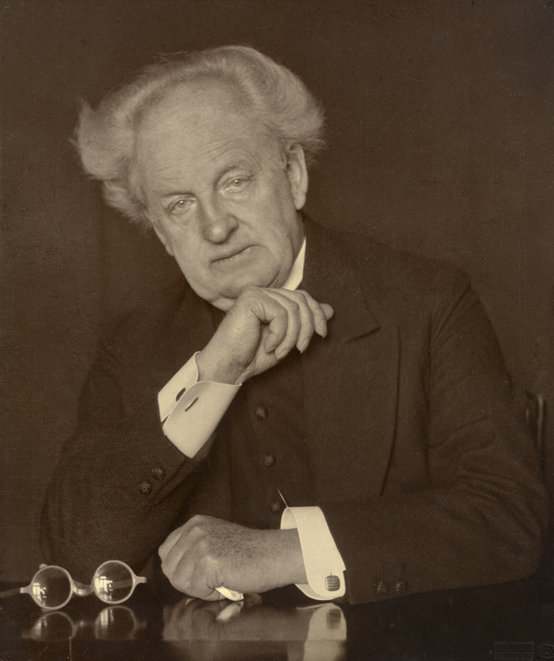
Gerhart Hauptmann, 1929

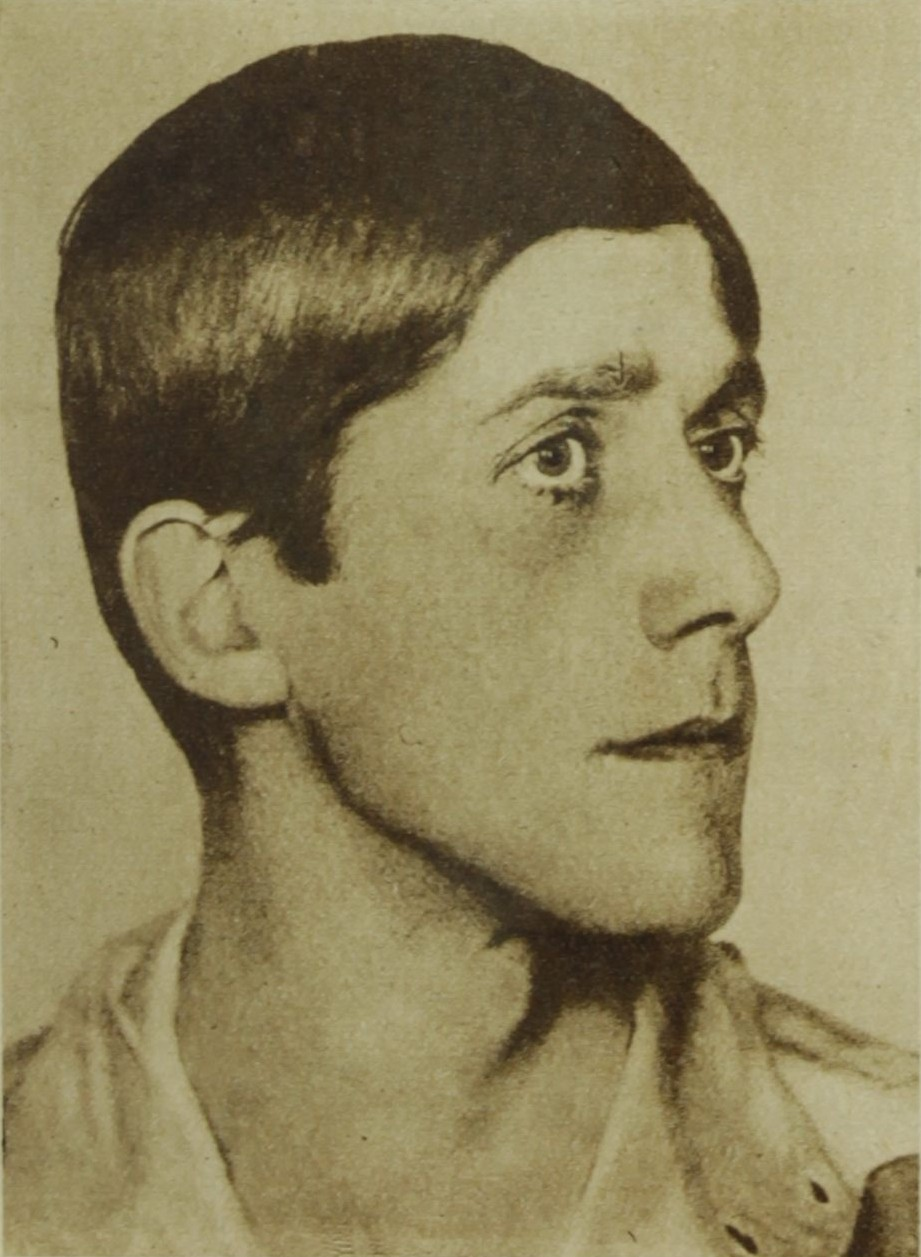
Oskar Kokoschka, um 1930

Otto Dix, 1933

Um die Jahrhundertwende pflegte er einen malerisch-impressionistischen Fotografiestil im Sinne des Piktorialismus. Abzüge wurden nicht selten als kostbare Ölpigmentdrucke hergestellt. Hugo Erfurth wurde aber vor allem durch seine Porträtfotografien bekannt, bei denen er in den 1920er Jahren eine ganz persönliche, psychologisierende, den Charakter des Porträtierten darstellende Sichtweise umsetzte. Die für eine derartige Darstellung erforderlichen Modelle fand Erfurth namentlich unter bildenden Künstlern oder Schriftstellern. Ins kollektive Gedächtnis sind so die oft abgebildeten Künstlerporträts z. B. von Max Beckmann, Lovis Corinth, Käthe Kollwitz, Otto Dix, Gerhart Hauptmann oder Oskar Kokoschka eingegangen.

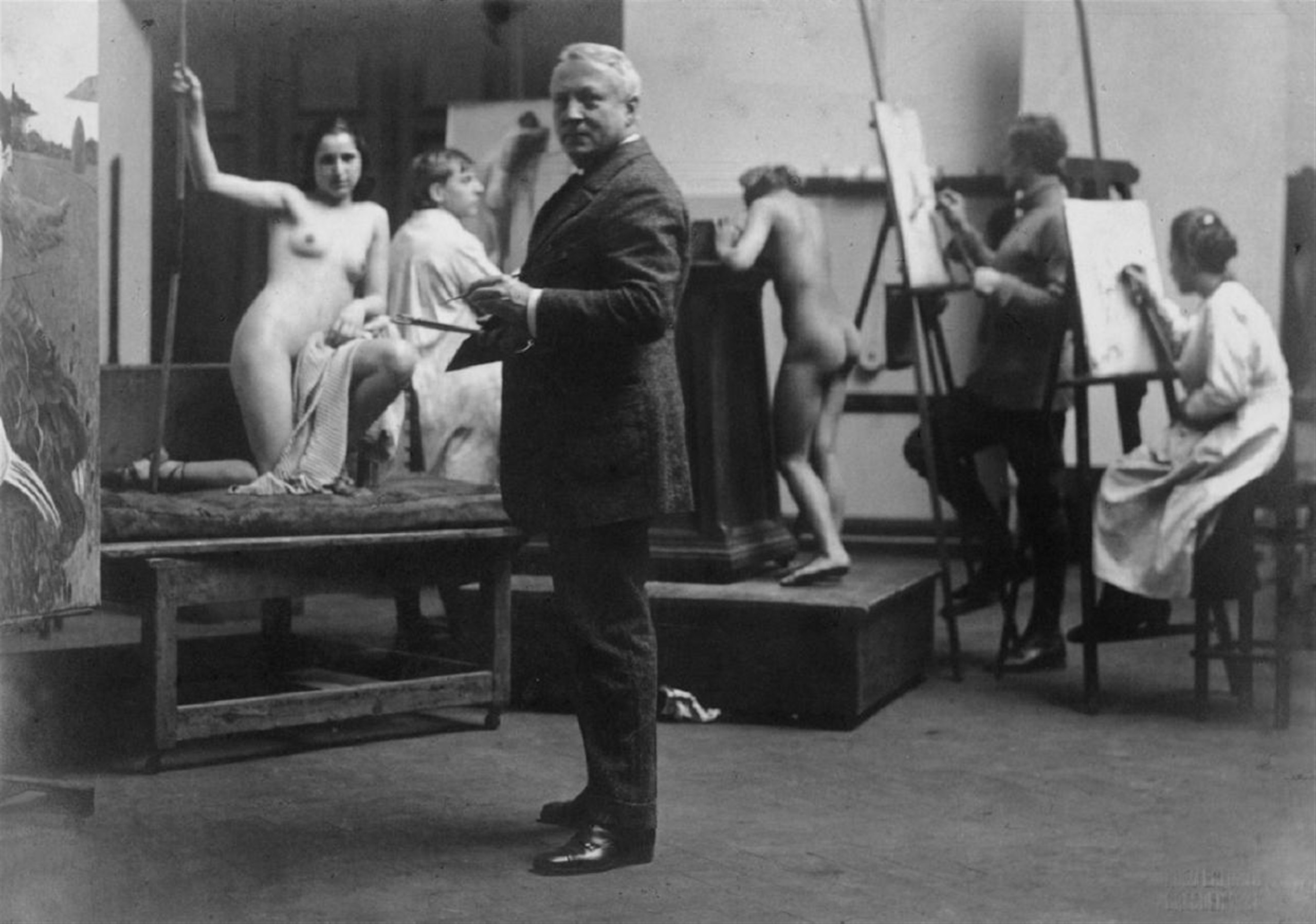
Der Maler Richard Müller mit Modell im Atelier, 1921

Bekannt wurde Erfurth auch als Theaterfotograf, mehr noch aber durch seine in der Bewegung aufgenommenen Fotografien des modernen künstlerischen Tanzes, z. B. von Grete Wiesenthal und ihren Schwestern, von Clotilde von Derp oder Mary Wigman. Zu seinen Schülerinnen gehörten die griechische Fotografin Nelly und die Deutsche Charlotte Rudolph.
Die Ausstellung dekorativer Künste in Turin des Jahres 1902 (die als Höhepunkt des Jugendstils gilt) verlieh Hugo Erfurth die höchste Auszeichnung, das Ehrendiplom.
Hugo Erfurth gehört zu den Mitbegründern der Gesellschaft Deutscher Lichtbildner. Deren Ehrenvorsitzender Franz Grainer würdigte Erfurth anlässlich seines 70. Geburtstags am 14. Oktober 1944:

„Seit Gründung der Gesellschaft ist Hugo Erfurth als Vorsitzender der Aufnahmekommission und Jury sowie als schöpferisch vorbildlich Arbeitender eines ihrer wertvollsten Mitglieder. Ohne ihn ist die Gesellschaft nicht denkbar; denn seine Mitarbeit war mit die Voraussetzung für den stets wachsenden Erfolg ihrer Unternehmungen. Als äußeres Zeichen ihres Dankes und ihrer Wertschätzung hat sie ihn gebeten, zu seinem 70. Geburtstag die Ehrenmitgliedschaft entgegenzunehmen. Möge ihm noch eine Reihe schaffensfreudiger Jahre in Gesundheit beschieden sein.“

## Graphisches Kabinett Hugo Erfurth

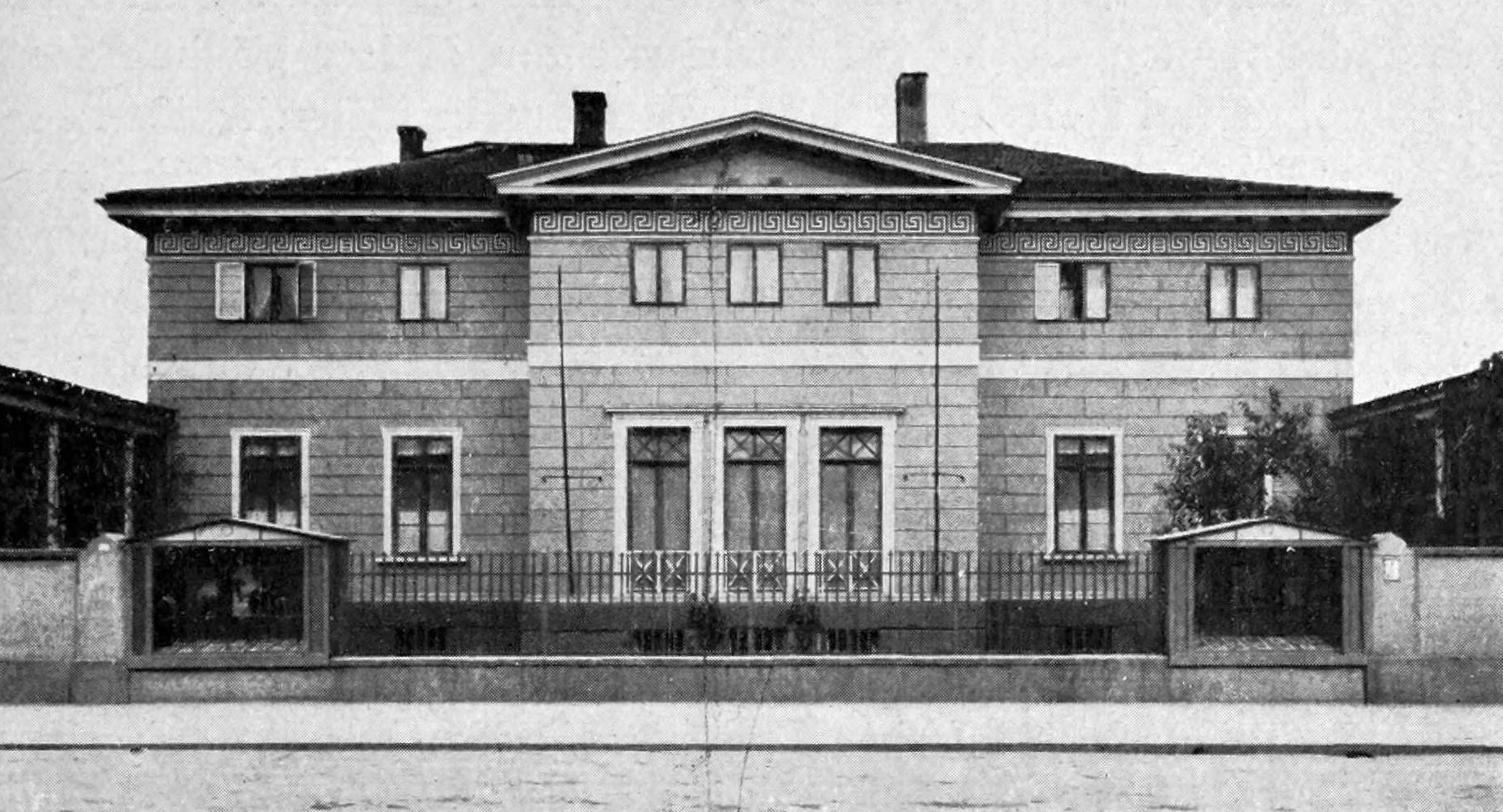
Haus Erfurths in der Zinzendorfstraße

Im Jahr 1922 eröffnete Hugo Erfurth an der Zinzendorfstraße 11 eine Kunsthandlung unter dem Namen „Graphisches Kabinett Hugo Erfurth“. Die Kunsthandlung wurde mit einer Ausstellung von Werken von Oskar Kokoschka eröffnet. 1925 wurde eine Ausstellung mit Werken von Emil Nolde gezeigt und es wurde die Ausstellung „7 Bauhausmeister“ ausgerichtet, u. a. mit Werken von Paul Klee und Wassily Kandinsky, die auch im Erfurter Kunstverein gezeigt wurde. Hugo Erfurth förderte auch die damals jungen Dresdner Künstler wie Hans Grundig, Wilhelm Lachnit oder Kurt Schütze.

## Namensgeber
Von der Stadt Leverkusen und unter dem Sponsoring der dort ansässigen Firma Agfa, die vor allem durch die Produktion fotografischer Filme bekannt ist, wurde ein internationaler Hugo-Erfurth-Preis für Fotografie gestiftet.

## Auszeichnungen und Ehrungen
- 1893: bronzene Staatsmedaille auf der Internationalen Ausstellung von Amateur-Photographien in Hamburg 1893.[7]
- 1894: silberne Medaille auf der Deutsch-nationalen Ausstellung für Volksernährung, Massenverpflegung, Sanitätswesen, Verkehr und Sport in Kiel (4. bis 19. August).[8]
- 1895: bronzene Medaille auf der internationalen photographischen Ausstellung zu Amsterdam (7. bis 22. September).[9]
- 1899: Bronzene Medaille (Gruppe IV) auf der IV. Ausstellung des Süddeutschen Photographen-Vereins in Stuttgart im September.[10]
- 1901: silber–vergoldete Medaille auf der Internationalen Ausstellung von Kunstphotographien in Groningen.[11]
- 1901: Bronzene Staatsmedaille auf der Ausstellung des Deutschen Photographen-Vereins in Weimar.[12]
- 1902: Ehrendiplom auf der Ausstellung dekorativer Künste in Turin.[13]
- 1903: Bronzene Medaille, „Ausstellung für künstlerische Bildnis-Photographie zu Wiesbaden“.[14]
- 1903: Silberne Vereinsmedaille (Gruppe Kunstphotographie), „Ausstellung für Photographie und graphische Künste zu Mainz 1903“.[15]
- 1905: Goldene Gesellschaftsmedaille en vermeil der Photographischen Gesellschaft in Wien für hervorragende Verdienste um das Freilichtporträt.[16]
- 1910: Ehrenmitgliedschaft in der „The Salon of Photography, Galleries of Fine Art Society“.[17]
- 1910: Goldene Medaille auf der „Internationale Photographische Ausstellung“ in Budapest.[18]
- 1911: Große goldene Medaille auf der „Internationalen Ausstellung für künstlerische Photographie“ in Rom.[19]
- 1914: Ehrenmitgliedschaft des Süddeutschen Photographenvereins.[20]
- 1926: Zweiter Preis für den Plakatentwurf „Hand“ anlässlich der „Deutschen Photographischen Ausstellung Frankfurt a.M.“.[21]

## Veröffentlichungen
- Die Entwicklung der Bildnisphotographie. In: Photographische Correspondenz. Nr. 50, 1913, S. 182–193.
- Ein Semester „reklametechnische Photographie“ an der Akademie für Buchgewerbe und graphische Künste in Leipzig. In: Gebrauchsgraphik. Jg. 7 (1930), Heft 3, S. 35– (Digitalisat).

### Werbebroschüren
- Kamerabildnisse. Dem Kreise meiner Förderer und Freunde mitgeteilt Weihnachten 1907. Dresden 1907,[22] (Digitalisat)
- Hugo Erfurth Atelier für photographische Bildnisse Zinzendorferstrasse 11 gegenüber dem Palais des Prinzen Johann Georg. Schulze. Dresden 1912 (Digitalisat).

## Porträt

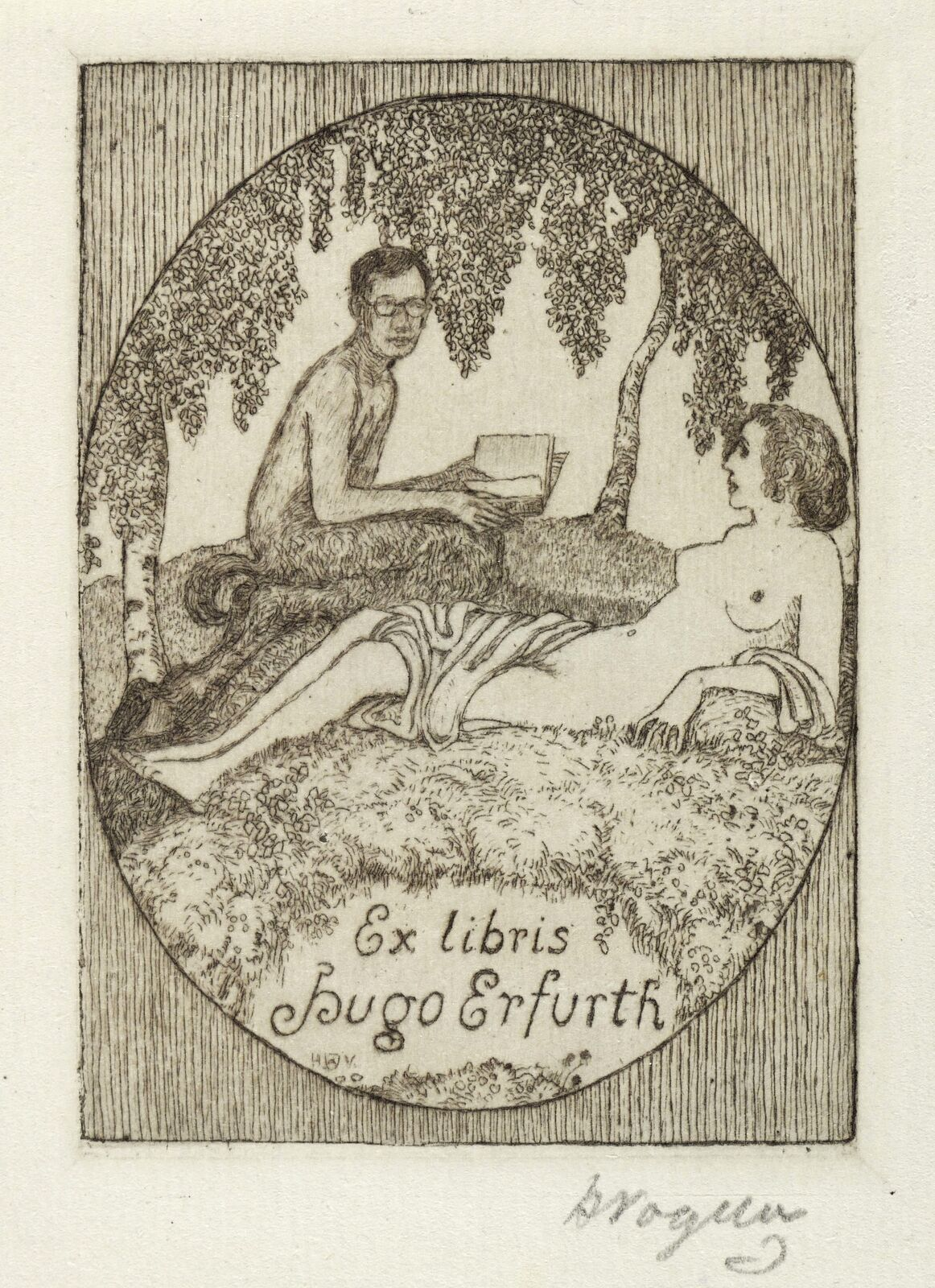
Exlibris von Heinrich Vogeler, 1910

- Heinrich Vogeler: Exlibris Hugo Erfurth, 1910
- Otto Dix: Bildnis des Photographen Hugo Erfurth mit Objektiv, 1925, Sperrholz, 75,1 × 60,6 cm, Bayerische Staatsgemäldesammlung, (Digitalisat).
- Otto Dix: Hugo Erfurth with Dog,[23] 1926, Tempera and oil on panel, 80 × 100 cm, Museo Nacional Thyssen-Bornemisza, Madrid, (Digitalisat).